# Папірус Едвіна Сміта

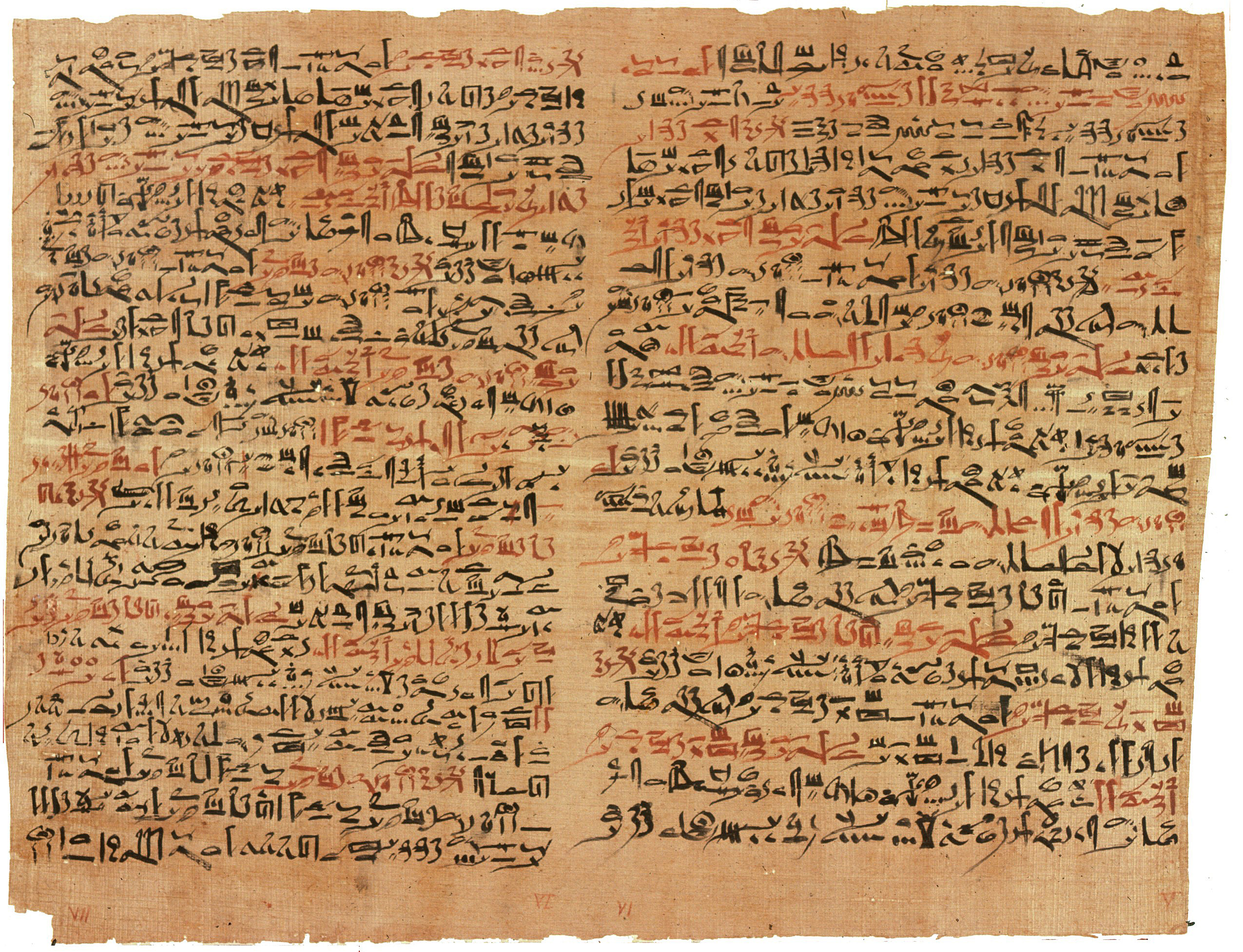
Папірус Едвіна Сміта, сторінки VI та VII. Нью-Йоркська медична академія.

Папі́рус Е́двіна Смі́та — рукопис Стародавнього Єгипту, датований XVI століттям до н. е., що має тексти медичного характеру, зокрема з хірургії.

## Історія надбання папірусу
Папірус придбав 1862 року в містечку Луксор американський бізнесмен і авантюрист Едвін Сміт. Зазвичай він торгував артефактами Стародавнього Єгипту, які купував у місцевих розкрадачів чи здобував в археологічних розкопках. Частку знахідок залишав собі. Серед залишених оригіналів був і папірус, який нині датують XVI століттям до н. е.. Рукопис не є оригіналом, а був копією стародавніх медичних текстів і знань, накопичених за попередні століття..
Едвін Сміт не був знавцем мов, а коштовний для науки рукопис, який придбав — не оприлюднив. Після смерті власника рукопис перейшов до його дочки, яка передала коштовний артефакт Нью-Йоркському історичному товариству. Керівництво товариства передало рукопис Джеймсу Брестеду з завданням перекласти тексти. Тексти були перекладені та вперше оприлюднені 1930 року. 1938 року рукопис передали в Бруклінський музей, а через десять років (в 1948-му) — в медичну школу Нью-Йоркського університету, де його зберігають донині.
Папірус декілька разів експонував Музей мистецтва Метрополітен.

## Тексти рукопису
Авторство текстів на сьогодні не встановлено. Рукопис має двадцять дві сторінки, але втрачені його початок і кінець, де залишена порожня, незаписана сторінка.
У збереженій частині рукопису описано сорок вісім (48) випадків травм, лікарські дослідження, засоби лікування травм та прогноз. Хірургічні засоби лікування описані досить реалістично, дещо далеко від магії, яку широко практикували в Єгипті. Магічні засоби описані лише у випадку лікування чуми (випадок дев'ятий). Збережена частина текстів починається описом лікування травм голови, шиї, рук і тулуба. Серед інших — анатомічні описи, дані щодо акушерства та косметики. Як вважають, фактично — це чернетка своєрідного медичного підручника тих часів.